# Хиёси-тайся
Хиёси-тайся (яп. 日吉大社, также Хиэ-тайся) — синтоистское святилище в городе Оцу, префектура Сига. Комплекс включает в себя западное и восточное святилища, в которых поклоняются, соответственно, Онамути (яп. 大己貴神 о:намути-но-ками) и Оямакуи (яп. 大山咋神 о:ямакуи-но-ками).
Хиёси-тайся находится у подножия горы Хиэй со стороны озера Бива.
Хиёси-тайся является главным из 3.800 храмов Хиёси, Хиэ и Санно, в которых поклоняются трём горным божествам (санно-сан), весной там проводится центральный фестиваль Санно. Храм является национальным сокровищем Японии. Так как посланниками богов в храме считаются обитающие в горах обезьяны, на территории можно встретить множество их фигурок.

## История
Святилище упоминается в летописи Кодзики в VIII веке.
В средние века кумирня приобрела буддийскую окраску под влиянием храма Энряку-дзи и поддерживала бизкие отношения со школой Тэндай, три горных божества, которым поклоняются в Хиёси-тайся, считаются проявлениями будды Гаутамы, Якуси и Амиды.
В 1571 году Ода Нобунага сжёг храмы Энряку-дзи и Хиёси-тайся, однако в конце XVI века святилище было восстановлено в нынешнем виде. Храм входил в число 22 элитных святилищ.
В 1927 году храмы Хиёси-тайся и Энряку-дзи связал фуникулёр Сакамото.

## Архитектура

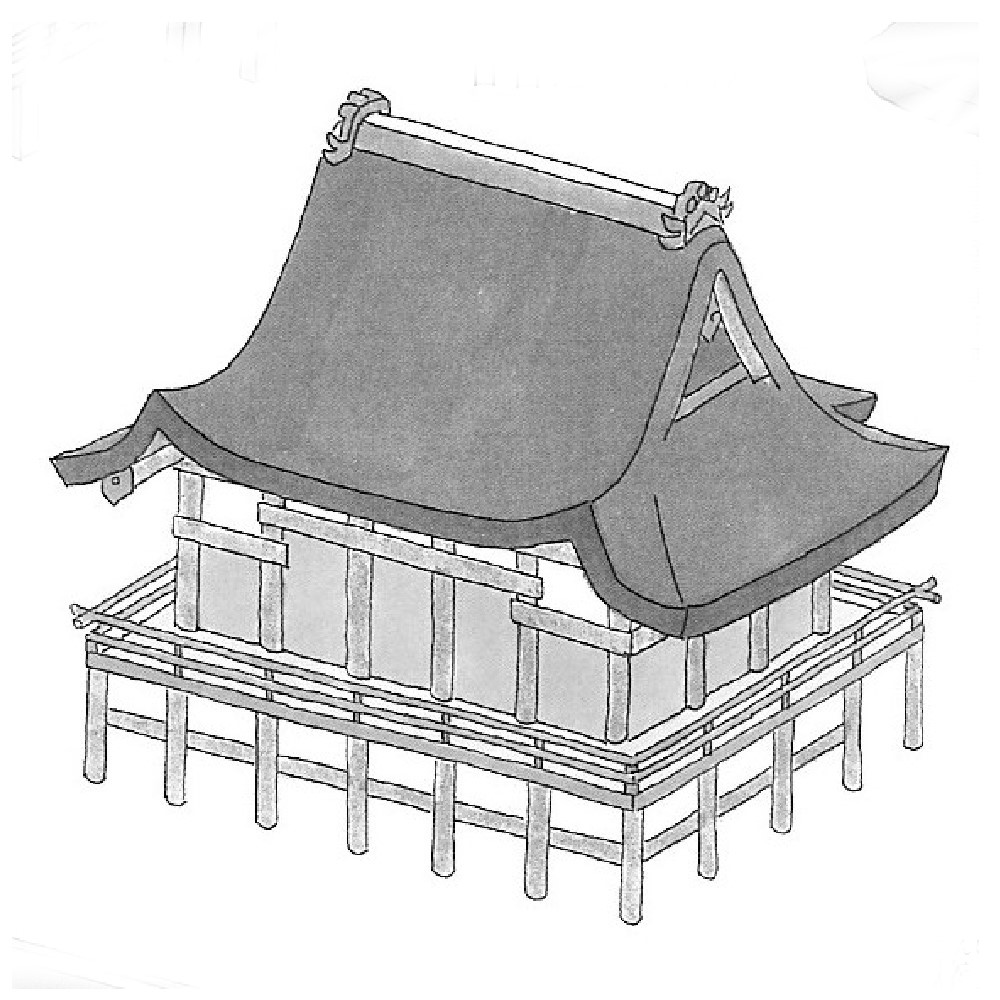
Хиэ-дзукури (вид сзади)

Западный и восточный хонгу Хиёси-тайся и хондэн малого храма (сэсся) Уса-дзингу (яп. 宇佐神宮) являются единственными примерами стиля хиэ-дзукури (яп. 日吉造) (также называется хиёси-дзукури, сётай-дзукури, санно-дзукури).
Нынешние здания были построены в 1586 году, но воспроизводят стиль эпохи Хэйан. Крыша напоминает полувальмовую  (яп. 入母屋造 иримоя-дзукури), но удлинённые козырьки с трёх сторон образуют дополнительную внешнюю часть (яп. 外陣 гэдзин), сзади же свес выглядит обрезанным, а его край загибается кверху. В сложной форме крыши заметно влияние буддистских строительных техник. Вход параллелен коньку и находится под отдельным козырьком кохай.
Центральная часть храма, моя (яп. 母屋), имеет в ширину 3 пролёта, в глубину — 2, но с дополнительными нефами хисаси (яп. 廂), образующимся под широкими скатами, общие размеры достигают 5×3 пролёта (около 11×6 м.). Кроме крыш, особенностью данного стиля являются необычно высокие полы храмов, под которыми образуется небольшая комнатка со скамьёй. Потолки на алтарём решётчатые (яп. 竿縁天井 саобути тэндзё:), в остальной части моя — дощатые, а в хисаси — открытые.